# 新索爾斯伯里 (印地安納州)
新索爾斯伯里（英語：New Salisbury）是位於美國印地安納州哈里森縣的一個人口普查指定地區。

## 人口
根據2010年美國人口普查的數據，新索爾斯伯里的面積為5.12平方千米，當中陸地面積為5.12平方千米，而水域面積為0.00平方千米。當地共有人口613人，而人口密度為每平方千米119.73人。